# Wetten, dass..?
Wetten, dass..? —en español: ¿apostamos que..?— es un programa de televisión alemán emitido desde el 14 de febrero de 1981 hasta el 25 de noviembre de 2023. Se consideró como el programa más exitoso en Europa.
Este programa fue transmitido de 6 a 7 veces al año desde distintas ciudades en Alemania, Austria y Suiza y fue capaz de atraer al 50% de los espectadores de habla alemana. También hubo 5 programas abiertos de verano, transmitidos desde Xanten, Palma de Mallorca, París, Berlín y el teatro romano de Aspendo. Cada uno de estos programas, que no son interrumpidos por comerciales, es usualmente transmitido durante 2 horas, aunque a veces tienen una pausa a los 45 minutos.

## Historia
El 14 de febrero de 1981, el canal alemán ZDF que el primer episodio fue emitido con la cooperación de la transmisora austrícaca ORF y el canal suizo SF DRS. El inventor del programa, Frank Elstner, fue el conductor hasta el episodio número 39 en 1987. Desde ese momento Wetten, dass..? es conducido por Thomas Gottschalk (excepto durante un intervalo pequeño de 1992 a 1993, cuando el programa fue conducido por Wolfgang Lippert). Gottschalk condujo su episodio número 100 el 27 de marzo del 2004.

Markus Lanz se convirtió en el nuevo moderador de octubre de 2012.
El formato del programa se ha repetido en otros países, por ejemplo ¿Qué apostamos? en España, Scommettiamo che…? en Italia y You Bet! en Reino Unido.

## Concepto
La mayor atracción del programa es la sección en la cual gente común hace cosas muy difíciles o increíbles, como por ejemplo:
- Prender un encendedor de bolsillo utilizando una pala excavadora (19 de febrero de 1983).
- Ensamblar un motor V8 en 9 minutos (2 de noviembre de 1991).
- Un granjero al que se le vendaron los ojos reconoció sus vacas por el sonido que producían al masticar manzanas.

Otra de las atracciones del show es la presencia de invitados famosos. La mayor parte del tiempo se dedican a hablar con el conductor y en el caso de cantantes también suelen interpretar alguna de sus canciones. Estos invitados también resuelven desafíos y el público apuesta por el resultado del mismo. Últimamente los desafíos son asignados a los invitados por medio de votos telefónicos.
Un dicho de la industria del entretenimiento dice: "Cuando quieres conquistar el mercado de hablantes de alemán en la televisión, tienes que aparecer en 'Wetten, dass..?'"

## Lista parcial de invitados hasta la fecha o las personas como referencias en general
| - 3 Doors Down - 50 Cent - Aaron Carter - Agnetha Fältskog - Alanis Morissette - Alicia Keys - All Saints - Alizée - Amy Macdonald - Anastacia - Andie MacDowell - André Rieu - Andrea Bocelli - Andrea Kiewel - Andrew Lloyd Webber - Angelina Jolie - Anna Netrebko - Anthony Perkins - Arnold Schwarzenegger - Ashton Kutcher - Ashley Tisdale - Avril Lavigne - Backstreet Boys - The Bangles - Barbara Schöneberger - Bastian Schweinsteiger - Bee Gees - Ben Kingsley - Bette Midler - Beyoncé - Bill Gates - Björn Ulvaeus - Bo Derek - Boris Becker - Brandy - Brian May - Brigitte Nielsen - Britney Spears - Brooke Shields - Bruno Mars - Bryan Adams - Bud Spencer - Caligola - Cameron Diaz - Cate Blanchett - Caterina Valente - Catherine Deneuve - Catherine Zeta-Jones - Céline Dion - Charlize Theron - Cher - Chris de Burgh - Christina Aguilera - Christina Stürmer - Christine Kaufmann - Christoph Metzelder - Christopher Lambert - Christopher Lee - Cindy Crawford - Claudia Schiffer - Cliff Richard - Colin Farrell - Craig David - Curd Jürgens - Daliah Lavi - David Beckham - David Bowie - David Copperfield - David Hasselhoff - David Bisbal - Denzel Washinghton - Depeche Mode - Destiny's Child - Diane Kruger - Dolph Lundgren - Donovan - Dustin Hoffman - Elijah Wood - Elizabeth Hurley - Elke Sommer - Elton John - Enrique Iglesias - Estefania Kuster - Eva Hassmann - Eva Herzigová - Eva Mendes - Eva Padberg - Faith Hill - Falco - Faye Dunaway - Franz Klammer | - Franz Vranitzky - Genesis - George Michael - Geraldine Chaplin - Gérard Depardieu - Gerhard Schröder - Gina Lollobrigida - Giorgio Moroder - Glenn Close - Grace Jones - Green Day - Hans Zimmer - Harald Juhnke - Heidi Klum - Herbert Grönemeyer - Hildegard Knef - Horst Buchholz - Hugh Grant - Il Divo - Il Volo - Irene Cara - Isabel Allende - Jackie Chan - Jacqueline Bisset - James Blunt - Jane Fonda - Janet Jackson - Jean Michel Jarre - Jean-Paul Belmondo - Jennifer Garner - Jennifer Lopez - Jeremy Irons - Joe Cocker - John Cleese - John Malkovich - John Travolta - Jon Bon Jovi - José Carreras - Josh Groban - Julio Iglesias - Justin Bieber - Justin Timberlake - Karat - Karl Lagerfeld - Katie Melua - Katarina Witt - Keith Urban - Kelly Clarkson - Kelly Family - Kelly Osbourne - Kevin Costner - Kevin James - Kid Creole - Kiss - Kylie Minogue - Lang Lang - Philipp Lahm - Las Ketchup - Lenny Kravitz - Leonardo DiCaprio - Limp Bizkit - Lionel Richie - Liza Minnelli - Luciano Pavarotti - Lukas Podolski - Lady Gaga - Madonna - Madalena Neuner - Marc Engelhard - Marcus Schenkenberg - María Schell - Mariah Carey - Maximilian Schell - Meat Loaf - Mel Gibson - Melanie Chisholm - Michael Ballack - Michael Bublé - Michael Douglas - Michael Flatley - Michael Jackson - Michael Schumacher - Michael York - Mick Jagger - Mickey Rourke - Mijaíl Gorbachov - Miley Cyrus - Modern Talking - Montserrat Caballé - Naomi Campbell - Nastassja Kinski - Natalie Cole - Natural | - Nelly Furtado - Nickelback - Nina Hagen - No Angels - Norah Jones - 'N Sync - Oona O'Neill - Ozzy Osbourne - P!nk - Paloma Picasso - Pamela Anderson - Pamela Sue Martin - Paris Hilton - Paul McCartney - Pelé - Peter Falk - Peter Fonda - Peter O'Toole - Peter Ustinov - Phil Collins - Plácido Domingo - Estefanía de Mónaco - Pur - Pussycat Dolls - R. Kelly - Raísa Gorbachova - Ray Liotta - Rainhard Fendrich - Renée Zellweger - Rihanna - Robbie Williams - Robert Harting - Rod Stewart - Roger Federer - Roger Taylor - Rolando Villazón - Ronan Keating - Rowan Atkinson - Nina Hagen - Salma Hayek - Sarah Connor - Sebastian Kehl - Sebastian Vettel - Senta Berger - Shakira - Shania Twain - Shari Belafonte - Siegfried & Roy - Silbermond - Simply Red - Sophia Loren - Spice Girls - Status Quo - Stefan Raab - Steffi Graf - Steven Spielberg - Sting - Sunrise Avenue - Sugababes - Sylvester Stallone - t.A.T.u. - Take That - Terence Hill - Tarja Turunen - The Bangles - The Bee Gees - The Corrs - The Dixie Chicks - Tim Allen - Timo Hildebrand - Tina Turner - Tokio Hotel - Tom Cruise - Tom Hanks - Tom Jones - Toni Collette - Tony Curtis - Tyra Banks - Vanessa Redgrave - Victoria Beckham - Vienna Boys Choir - Vivienne Westwood - Waltraud Haas - Westlife - Whitney Houston - Will Smith - Wir sind Helden - Wolfgang Petersen - Wolfgang Stumph - Yehudi Menuhin - Yusuf Islam (Cat Stevens) - Yvonne Catterfeld - Zsa Zsa Gabor |